# Un giro in giro
Un giro in giro è un singolo della cantante italiana Irene Fornaciari estratto dall'album Vertigini in fiore.
Il brano esprime una voglia di godersi la vita da parte di una giovane ragazza, che con la sua spensieratezza si concede un giro per fare pace con il proprio spirito.